# Liste auf Puerto Rico vorhandener Dampflokomotiven
Dies ist eine Liste erhaltener Dampflokomotiven auf dem Gebiet von Puerto Rico.

## Lokomotiven mit 1000 mm
| Foto | Nummer oder Name          | Bauart / Achsfolge | Hersteller               | Fabrik-nr. | Baujahr | Historie | Eigentümer / Betreiber / Strecke     | Bemerkungen |
| ---- | ------------------------- | ------------------ | ------------------------ | ---------- | ------- | -------- | ------------------------------------ | ----------- |
|      | Hacienda Dolores No. 2    | B1                 | Baldwin Locomotive Works | 53959      | 1920    |          | Plaza del Recreo                     | [ 1 ]       |
|      | Central Pasto Viejo No. 7 | 1’D                | Baldwin Locomotive Works | 60280      | 1927    |          | Museo de Toa Baja                    | [ 2 ]       |
|      | American Railroad No. 88  | 1’D                | Alco (Schenectady)       | 59286      | 1918    |          | Museo Del Tren                       | [ 3 ]       |
|      | FC del Este No. 7         | 1’C                | Baldwin Locomotive Works | 60681      | 1928    |          | Parque de las Ciencias Luis A. Ferré | [ 4 ]       |

## Lokomotiven mit 900 mm
| Foto | Nummer oder Name          | Bauart / Achsfolge | Hersteller               | Fabrik-nr. | Baujahr | Historie | Eigentümer / Betreiber / Strecke | Bemerkungen |
| ---- | ------------------------- | ------------------ | ------------------------ | ---------- | ------- | -------- | -------------------------------- | ----------- |
|      | Central Puerto Real No. 4 | C1                 | Baldwin Locomotive Works | 52435      | 1919    |          | Pier on Vieques Island           | [ 5 ]       |
|      | Central Puerto Real No. 1 | B1                 | Baldwin Locomotive Works | 32991      | 1908    |          | Pier on Vieques Island           | [ 6 ]       |

## Lokomotiven mit 30"
| Foto | Nummer oder Name                   | Bauart / Achsfolge | Hersteller               | Fabrik-nr. | Baujahr | Historie | Eigentümer / Betreiber / Strecke | Bemerkungen |
| ---- | ---------------------------------- | ------------------ | ------------------------ | ---------- | ------- | -------- | -------------------------------- | ----------- |
|      | Central Playa Grande Unknown No. ? | ?                  | Baldwin Locomotive Works |            |         |          | Central Playa Grande Ruins       | [ 7 ]       |

## Lokomotiven mit 24"
| Foto    | Nummer oder Name   | Bauart / Achsfolge | Hersteller | Fabrik-nr. | Baujahr | Historie | Eigentümer / Betreiber / Strecke | Bemerkungen |
| ------- | ------------------ | ------------------ | ---------- | ---------- | ------- | -------- | -------------------------------- | ----------- |
| ? No. ? | United Fruit No. 1 | B                  | ?          |            |         |          | Hacienda La Esperanza            | [ 8 ]       |